# Neolosbanus violaceus
Neolosbanus violaceus är en stekelart som beskrevs av John M. Heraty 1994. Neolosbanus violaceus ingår i släktet Neolosbanus och familjen Eucharitidae.
Artens utbredningsområde är Papua Nya Guinea. Inga underarter finns listade i Catalogue of Life.